# Parafia św. Rodziny w Branicach
Parafia Świętej Rodziny w Branicach jest rzymskokatolicką parafią dekanatu Branice diecezji opolskiej. Parafia została utworzona w 1931 roku. Mieści się przy ulicy Szpitalnej. Prowadzą ją księża diecezjalni.